# Leslie West (muzyk)
Leslie West wł. Leslie Weinstein (ur. 22 października 1945 w Nowym Jorku, zm. 23 grudnia 2020 w Palm Coast) – amerykański wokalista i gitarzysta rockowy, autor tekstów. Był najbardziej znany jako założyciel i jeden z głównych wokalistów hardrockowego zespołu Mountain.
Leslie West zmarł 23 grudnia 2020 roku na zawał serca w Palm Coast w stanie Floryda, miał 75 lat.